# Раненци
Раненци е село в Западна България. То се намира в община Кюстендил, област Кюстендил.

## География
Село Раненци се намира в областта Каменица, западно от гр. Кюстендил, по шосето Кюстендил – Гюешево, по северните склонове на планината Осогово.
Селото е разпръснат тип, съставено от махали: Стругарска, Градинарска, Реджовска, Гьоревска, Горна Кривошийска, Дулевска, Център, Долно Мечкарци, Димовци, Пауновска, Славовска, Цолевска, Велиновска, Рекалийска, Тасевска, Бистрица и Лехчанска.
Климат: умерен, преходно-континентален.
През годините селото принадлежи към следните административно-териториални единици: От 1883 г. до 1922 г. - към Преколнишка община, от 1922 г. до 1978 г. Раненци е община . Кметство към Селищна система Гюешево (1978 – 1983), кметство към Селищна система Гърляно (1983-1987). От 1987 г. - кметство към община Кюстендил . 
Заб. С решение от средата на декември 1958 г., Софийският окръжен народен съвет закрива общините Раненци и Долно село. Тези общини заедно със селата, които са били административно към  тях, преминават към община Жилинци, Кюстендилско. Очевидно това  е било неправилно решение и само след няколко месеца е отменено, а  общините Раненци и Долно село продължават да функционират. Фактическо преминаване към Жилинска община не е осъществено.
Селото е едно от най-големите каменички села. С по-голямата част от махалите си заема първото, източното каменишко възвишение, което е само със 70 метра по-високо от равнината. В южната си част то се състои от кристалинни шисти, а в северната си половина е покрито с дебелослоен червен едрозърнест пясъчник и тънкослойни мергели, вероятно кредни. Възвишението носи различни имена на различни свои пунктове от юг към север:Орляк, Лехчански рид, Камико, Цолевски рид, Данчулица, Долни рид, Ранчов дол и Планиница, и най-голямата му надморска височина е 1002 метра, на североизток от черквата. На запад от главното възвишение се простира друго, по-тясно и по-късо, което се нарича Дабица-975 м и Спас-950 м. Не малка част от махалите на селото-10 на брой заемат северните поли на Осоговския дял Добращица, главно покрай поройните отоци и наносни конуси на рекичките Дрезга, Раковец и Каменчица-последната е най-поройна, макар водосборния и басейн да е горист. Цялото пространство, което се намира между полите на Добращица и Раненското възвишение, широко 1.5 км и дълго 4 е заето от равнина:тук са селските ливади. Такива има и на изток от възвишението-между него и река Дрезга и по-на изток от нея, до ливадите на село Гърляно. Цялото село не може да се обхване с един поглед почти от нито едно място.
Вода за пиене селяните са вземали повече от бунари и по-малко от кладенци. В това село има най-много бунари в сравнение с другите Каменишки села-всяка втора къща има бунар. Водата не е варовита, а чиста балканска.
В селото и землището му духат всички ветрове-от юг/„жешкио“/ идва откъм връх Руен и докарва дъжд и град, северният или „вранянино“/идва откъм град Враня/оправя времето, а източният или „банчанин“/откъм Кюстендил/зимата докарва силен студ.
Селското землище обхваща цялото Раненско възвишение, полите на Добращица, равнините на изток и запад от възвишението и голям дял от пасищата и горите в Северно Осогово/около връх Кула, връх Яловарница и връх Бег-бунар/. Нивите заемат заобления гребен и склоновете на споменатото по-горе възвишение, събралите се едно наносни конуси на рекичките Дрезга, Раковец и Каменчица и част от равнината на юг от шосето Кюстендил-Македония, а ливадите-цялата равнина на север от това шосе и полето на изток от Раненското възвишение. Овощни градини в голям размер няма. Има само малки пространства с разнородни овошки-главно джанки и ябълки в близост до къщите в махалите и тук-там сливови градини покрай планинските потоци в равнината. Границите на селото и землището му започва от Стругарска махала и после по северно направление минава местностите Станчи лаг, Тънка-бара, Сарайо, Бистрички воденици, река Бистрица, село Бистрица, северната част на Планиница към Долно село, оттук по западно направление минава през Чукурузки ниви, река Баровска, а след това изменя посоката си на юг и минава през Каланйев дол, Скакавички рид/Ротец/, река Скакавичка, Лютиците, Попов лаг, река Каменчица, Сефтерска махала, Данин камик, Вирове, Градище, Белио камик, Каракачанските колиби, Влашко чешме, Бъзовиняко, Шарена киселица, Сребърно коло, Мала река, Пропадналото, връх Човеко. От там границите взимат източно направление през Црън камик, Кочански път, Бег бунар, Три кладенци, Юручки гробища, Цръвени брегове, откъдето се обръщат на север и минават през Остра мура, Среден анджар, Борчето, Висок камик, Кукла, Лиската, Стругарска река.

## Население
През есента на 2021 г. целогодишно живеят 55 души.
| Година    | 1866 | 1880 | 1900 | 1926 | 1934 | 1946 | 1956 | 1965 | 1975 | 1984 | 2010 |
| Население | 374  | 730  | 875  | 1017 | 1087 | 1004 | 885  | 725  | 566  | 418  | 139  |

Това което е на писано за село Раненци не е вярно името идва от храненици (раненци) кои са хриненците да кажат историците Черквата , Възнесение Господне, е построена през 1912 гНяма запазени писмени данни за времето на възникване на селото. В турски данъчни регистри от 1570 г. селото се споменава като Хранинци.
Това не е вярно в Осогово е имало древен град Дзингера
През 1910 г. селското землище включва 15900 дка мера, 2247 дка естествени ливади, 6413 дка гори, 5277 дка ниви и др. и се отглеждат 1566 овце, 822 говеда, 154 кози и 225 коня. Основен поминък на селяните са земеделието (картофи и зърнопроизводство) и животновъдството.
Училищно обучение съществува три години преди Освобождението в частна къща в Славевска махала. Училищни сгради са строени през 1880 и 1926 г.
Училището е било първо в кръчмата на Христо Митов Лехчански като първи учител е синът му Тодор Христов Велинов който се връща в Раненци през 1920 година от Угарчин кадето е бил учител
През 1880 година жителите на село Раненци построяват ново голямо училище с тухли, но през 1926 година то се е оказало малко да побере всички ученици от селото и е било разширено. Вдига се още един етаж с дарения от жителите, помощ от държавата и наема, който е получавало сеото от каракачаните ползвали раненските пасища в Осоговската планина. От 1935 г. до 1985 г. фукционира като прогимназия.  Като начално училището съществува до 1992 г..и е закрито, поради липса на деца.
Сега училището се руши.
От освобождението на България от османска власт, до построяването на училищата в село Гюешево и село Долно село, в училището  на село Раненци са се обучавали и децата от съседните села: Чифлико / Бистрица/, Ръсово, Гърляно и Кам. Скакавица.
На мястото на старата черква построяват нова тухлена черква „Възнесение Господне“, която е открита през 1907 година.
Населението на селото бързо се е разраствало и регистрите от 1900 година са се водили 875 души. През 1934 г. достига 1087 души и е най-голямото в цяла Каменица. Някои автори бъркат жителите на Раненска община с жителите на самото село Раненци и го дават по-голямо от действителното. 
През 1907 г. е построена църквата „Възнесение Господне“. Основано е читалище „Пробуда“ (1921).
През 1937 г. се учредява Кредитна кооперация „Кулата“. РПрез 1944 г. кооперацията открива магазин за потребителни стоки и мандра, изкупува и пласира селскостопанска продукция. През 1947 г. кооперацията става всестранна, през 1952 г. – селкооп. Към нея се присъединяват кооперациите в с. Каменичка Скакавица (1953), в Ръсово (1954), в с. Гърляно (1955) и в с. Гюешево (1960). Така уедрена, кооперацията е преименувана в Потребителна кооперация „Осогово“. Изгражда търговски обекти в съставните села и ресторант в с. Гърляно. Към нея се присъединява и кооперацията в с. Долно село (1973). Към 1984 г. кооперацията има 2872 кооператори, 24 търговски обекта, 9 заведения за обществено хранене, 10 хлебопродавници и цех за каучукови изделия.
През 1950-те се създава ТКЗС „Осогово“, което през 1963 г. е включено към ДЗС Раненци, през 1971 г. е в АПК „Осогово“ – Кюстендил, а от 1979 г. е в състава на АПК „Румена войвода“ – с.Гърляно.
Селото е благоустроено, електрифицирано (1948) и водоснабдено (1956 – 1967). Изградена е помпена станция за напояване (1962) Шосето и главните улици са асфалтирани. Строят се множество нови масивни обществени и частни сгради.
Активни миграционни процеси.
Според легендите, митовете и най-вече от сказанията на каменичките краеведи научаваме, че село Раненци е наследник на единственото оформено село в Каменичката котловина-Селище. То се е намирало между двата баира: Скакавишки рът и Дъбица, като на баира Дъбица е била построена първата римска станция, а по-късно преустроена на крепост от император Траян, където неговите войски са охранявали един от лъчовете на „пътят на коприната“ или днешния път Кюстендил-Скопие-Драч.
Отново според легендата, първите заселници на Селище са били траки от племената на струмяните и дантелитите, а след идването на Куберовите българи през 672 година в него са се заселили и българи. За много кратък период от време българите са прогонили византийските войски от крепостта и установили своя власт над Каменичка котловина. Преустроили селото, направили център около който построили три каменни моста над река Каменчица. След обособяването на Велбуждското княжество, Селище е било едно от главните му села, където в казармите на крепостта са служили около 500 български войника, които са охранявали западните пътища на княжеството. През 30-годишната война на Велбужд с турците, селищанските бойци не са ги допуснали да атакуват от запад Велбужд, а дори на няколко пъти са ги принуждавали да се спасяват с бягство. След падането на княжеството под османска власт през 1427 или 1428 година, Селище също е било паднало и опожарено, но жителите му са успели да се спасят и се заселили в горните планини, където образували нови села.

## Религии
Село Раненци принадлежи в църковно-административно отношение към Софийска епархия, архиерейско наместничество Кюстендил. Населението изповядва източното православие.
Първата черква в Селище е била сепостроена пред главната порта на крепостта „Дъбица“ около 875 година, първото училище също е било от този период, но те също са били унищожени от турците с унищожаването на Селище и крепостта. След обособяването на селото на дядо Ране, центъра на селото е бил преместен с един и половина километра от Римския път, или по-късно наречен от сърбите „Сръбски пат“, между хълма Орляк и северните склонове на Осогово. Там се оформил новият център на селото, където са били построени на частни начала и на частен имот две училища и една черква, които са били изградени с плет, тъй като турците не са позволявали градежа им да бъде с камъни и тухли. По-късно през 1845 година жителите на село Раненци са пожелали около черквата да бъдат изградени жилища за монаси, жилища за стари хора и свещоливница, които са решили да оградят в единен манастирски комплекс.Кои е писал тези неверни данни.Селото е основано от бег Раян около 520 година.Сръбски път идва от 1330 година, когато сърбите и рицарите кръстоносци разбиват цар Михаил Шишман.С поменато селище е латинско скрепени стените около 50 декара . Сведенията са от Константин Иречек и Здравко Бацаров

## Обществени институции
- Кметско наместничество.

## Културни и природни забележителности
- Църква „Възнесение Господне“ (1907)
- На стената на кметството върху паметна плоча са изписани имената на всички 30 души от с. Раненци, загинали във войните  1912 - 1918 г.; 1945 г.

## Личности
Атанас Тонев Христов (1850 – 17 юли 1939) – опълченец, роден в с. Раненци. Удостоен със званието през 1928 г.

## Други
Първото читалище в Каменичкия район е било основано в село Раненци през 1925 година, като в него са членували около 160 души. В читалище „Пробуда“- Раненци са образувани женски хор, два оркестъра тамбурашки и мандолинен, както и соло гайдари и гъдулари. През 1931 година читалище „Пробуда“-Раненци представя и първата си пиеса, „Българи от старо време“, поставена от даскал Караджов.
През 1937 година в село Раненци се учредява и първата кредитна, а след четири години и всестранна кооперация „Кулата“ от 88 учредители. Още на следващата година се откриват и първият кооперативен магазин, хоремаг и мандра, които влизат в остро противоречие с петте магазина на другите бакалии.